# Hongbao
Hongbao of rode envelopje is een van de voorwerpen die tijdens Chinees Nieuwjaar worden gegeven; meestal tijdens bainian. De Kantonezen noemen een hongbao in het Standaardkantonees Laj Sie. Een getrouwde persoon geeft een hongbao aan jongere ongetrouwde mensen. Tijdens nieuwjaarsbijeenkomsten krijgen behalve kleine kinderen ook ouderen boven de zeventig een hongbao. Hierin zit geld. Soms worden hongbao's tijdens Nieuwjaar in Chinatowns uitgedeeld door iemand die zich verkleedt als Cai Shen. 
Een andere betekenis van rode enveloppen is die bij omkoping en smeergeld. Steekpenningen worden in China ook wel rode enveloppen genoemd.

## Zie ook

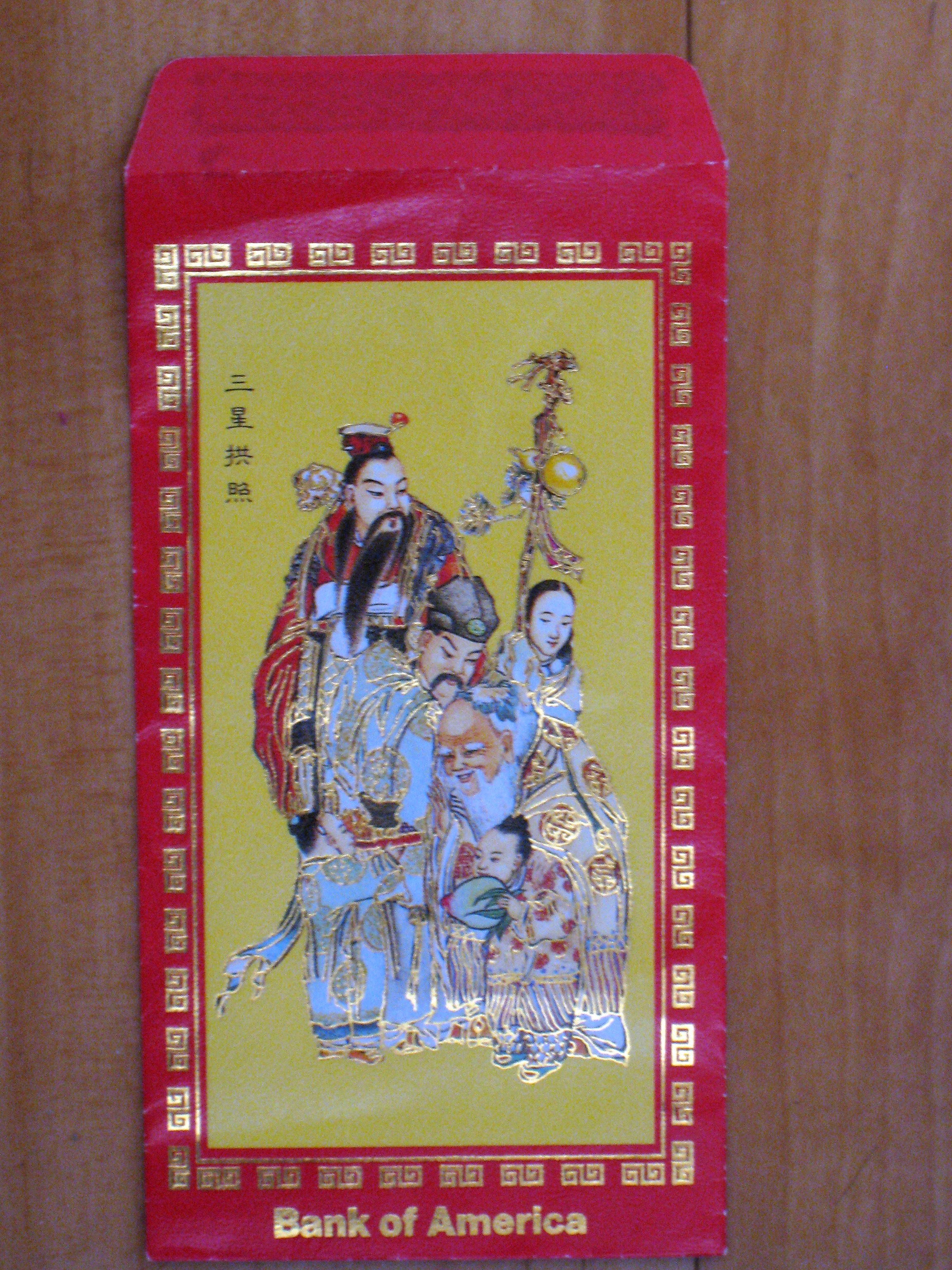
Hongbao met Fulushou
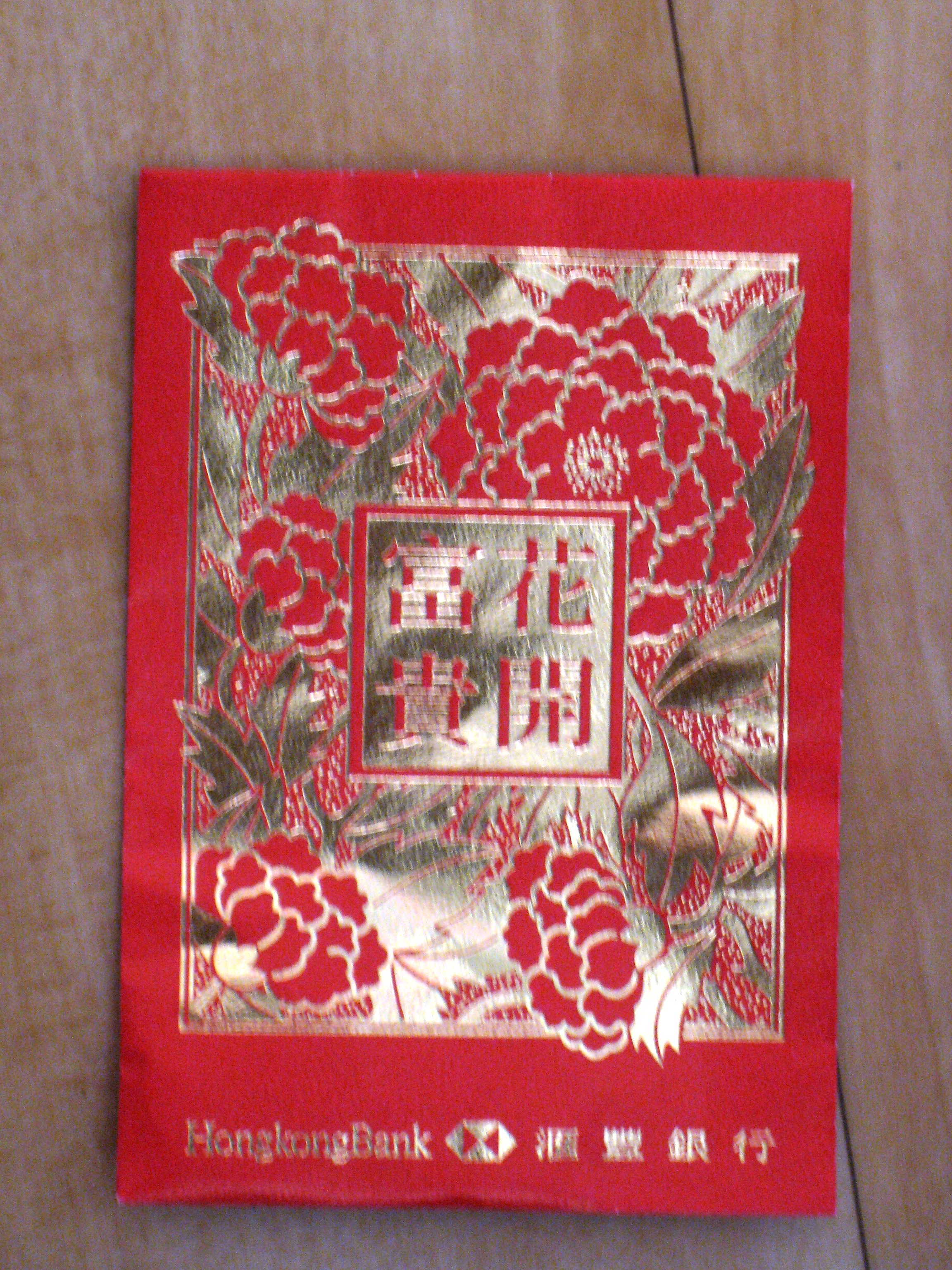
Hongbao